# Almada
Almada je město v Portugalsku. Nachází se v aglomeraci Lisabonu na jižním břehu řeky Tajo naproti Lisabonu a v roce 2011 v něm žilo 174 030 obyvatel. Obě města spojuje most Ponte 25 de Abril.

## Historie
Historie osídlení místa sahá až do 3. tisíciletí před naším letopočtem. Po Taju se plavili Féničané, Římané i Maurové. Během Reconquisty se vrátila pod křesťanskou vládu po roce 1186.

## Členění
Almada byla členěna na 11 částí. V roce 2013 byl počet části redukován na pět.
Členění do roku 2013:
| Městská část         | Rozloha (km²) | Obyvatel (2011) |
| -------------------- | ------------- | --------------- |
| Almada               | 1,42          | 16 584          |
| Cacilhas             | 0,97          | 6 017           |
| Caparica             | 10,71         | 20 454          |
| Charneca da Caparica | 22,33         | 29 763          |
| Costa da Caparica    | 10,88         | 13 418          |
| Cova da Piedade      | 1,28          | 19 904          |
| Feijó                | 4,20          | 18 884          |
| Laranjeiro           | 3,66          | 20 988          |
| Pragal               | 2,21          | 7 156           |
| Sobreda              | 6,64          | 15 166          |
| Trafaria             | 5,83          | 5 696           |

Členění po roce 2013:
| Městská část                               | Rozloha (km²) | Obyvatel (2011) |
| ------------------------------------------ | ------------- | --------------- |
| Almada, Cova da Piedade, Pragal a Cacilhas | 6,15          | 49 661          |
| Caparica a Trafaria                        | 16,74         | 26 150          |
| Charneca de Caparica a Sobreda             | 29,31         | 44 929          |
| Costa da Caparica                          | 10,88         | 13 418          |
| Laranjeiro a Feijó                         | 7,83          | 39 872          |

## Partnerská města
- Porto Amboim, Angola
- Ostrava, Česko
- Sal, Kapverdy
- Regla, Kuba
- Bijeljina, Republika Srpska